# Striberg
Striberg est une localité de Suède dans la commune de Nora située dans le comté d'Örebro.
Sa population était de 303 habitants en 2019.